# Casae Nigrae
Casae Nigrae (łac. Diocesis Casanigrensis) – stolica historycznej diecezji w Cesarstwie rzymskim w prowincji Numidia zlikwidowana w VII w. podczas ekspansji islamskiej, współcześnie w północnej Algierii. Obecnie katolickie biskupstwo tytularne, które obejmuje Wojciech Skibicki, biskup pomocniczy elbląski.

## Biskupi tytularni
| Lp. | Biskup                         | Funkcja                                             | Od                | Do              |
| --- | ------------------------------ | --------------------------------------------------- | ----------------- | --------------- |
| 1   | Francis Costantin Mazzieri     | emerytowany biskup Ndoli (Zambia)                   | 26 listopada 1965 | 14 grudnia 1970 |
| 2   | Michael Patrick Olatunji Fagun | biskup pomocniczy Ondo (Nigeria)                    | 28 czerwca 1971   | 30 lipca 1972   |
| 3   | Heriberto Correa Yepes         | wikariusz apostolski Buenaventura (Kolumbia)        | 29 stycznia 1973  | 9 września 2010 |
| 4   | José Carlos Chacorowski        | biskup pomocniczy São Luís do Maranhão (Brazylia)   | 22 grudnia 2010   | 19 czerwca 2013 |
| 5   | Robert Llanos                  | biskup pomocniczy Port of Spain (Trynidad i Tobago) | 13 lipca 2013     | 18 grudnia 2018 |
| 6   | Wojciech Skibicki              | biskup pomocniczy elbląski                          | 14 lutego 2019    |                 |